# Bartosz Opania
Bartosz Opania (n. 6 decembrie 1970, Varșovia, Polonia) este un actor polonez de film, televiziune și de teatru.

## Viața și cariera
Bartosz Opania s-a născut la 12 decembrie 1970 în Puławy, tatăl său a fost Marian Opania⁠(d) și mama Anna. El a jucat primele sale roluri în thrillerul politic al lui Jacek Bromski⁠(d), 1969. Szczęśliwego Nowego Roku (1969. La mulți ani) alături de Krzysztof Kolberger⁠(d) și Piotr Machalica și în filmul din 1992 al Magdalenei Łazarkiewicz,⁠(d) Białe małżeństwo (Căsătoria albă), cu Jan Englert și Jolanta Fraszyń. 
În 1992, Opania a debutat la TV în programul lui Jacek Bromski⁠(d), Kuchnia polska (Bucătăria poloneză). În 1993, a absolvit Academia Națională de Artă Dramatică din Varșovia.
În 1993, Opania a jucat un personaj gay în drama lui Piotr Łazarkiewicz, Pora na czarownice (Timpul vrăjitoarelor). În 1994, și-a făcut debutul în teatru jucând în Ivona, Prințesa Burgundiei (Iwona, księżniczka Burgunda) de Witold Gombrowicz, la Teatrul Ateneum din Varșovia.
În 1995, a jucat în filmul lui Krzysztof Zanussi, Cwał, și în comedia politică a lui Kazimierz Kutz⁠(d), Pułkownik Kwiatkowski⁠(d) (Colonelul Kwiatkowski). Pentru interpretarea lui Józef Andryszek în filmul lui Jan Jakub Kolski⁠(d) din 1998 Historia kina w Popielawach⁠(d) (Istoria cinematografiei în Popielawy), a primit prima sa nominalizare la Premiile Filmului polonez pentru cel mai bun actor.
Printre alte roluri notabile ale sale se numără filme precum Jak narkotyk (1999) regizat de Barbara Sass⁠(d), Daleko od okna (2000) regizat de Jan Jakub Kolski⁠(d) și Cisza (2001) regizat de Michał Rosa. A jucat și în seriale TV precum Teraz albo nigdy! (2008, Acum ori niciodată!, TVN⁠(d)) și Na dobre i na złe⁠(d) (La bine și la rău, TVP2).

## Roluri de film și televiziune
- 1992: Kuchnia polska ca Jarek, prietenul lui Piotr (episodul 4)
- 1993: Białe małżeństwo ca Beniamin
- 1993: Pora na czarownice ca Bartek
- 1995: Pułkownik Kwiatkowski ca prizonier al Armatei Interne
- 1995: Cwał ca grăjdar
- 1997: Taekwondo ca tânăr polonez
- 1997: Linia opóźniająca ca Paweł
- 1998: Historia kina w Popielawach⁠(d) ca Józef Andryszek I
- 1999: Jak narkotyk ca Piotr Pawłowski/Jurek
- 2000: Daleko od okna, Stai departe de fereastră ca Jan[10]
- 2000: Świąteczna Przygoda (A Very Christmas Story) ca Miki[11][12][13]
- 2000: Zakochani ca Mateusz
- 2001-2018: Na dobre i na złe⁠(d) ca Witold Latoszek
- 2001: Cisza ca Szymon
- 2001: Córka ca Jan
- 2003: Sukces ca Wiktor
- 2004: Cudownie ocalony ca Witold
- 2006: Statyści ca Romek
- 2007: Pitbull ca Lejczak (episodul 14)
- 2008−2009: Teraz albo nigdy! ca Bartosz Wróblewski
- 2009: Pod wiatr nie popłynie słodki zapach kwiatów ca Andrzej
- 2009: Blondynka ca Selim Goraj
- 2010: Usta usta ca Jarek (episodul 24)
- 2011: Bătălia de la Varșovia 1920 ca pułkownik Bolesław Jaźwiński
- 2011: Głęboka woda ca Karol Tomiak (episodul 7)
- 2013: Prawo Agaty⁠(d) ca Andrzej Król (episodul 46)[14]
- 2014: Wkręceni ca Zenobiusz „Fikoł” Kozioł
- 2015: Wkręceni 2 ca Zenobiusz „Fikoł” Kozioł
- 2017: Druga szansa ca Maciej Leonetti (sezonul 3, episoadele 1, 2, 3, 4, 5)[15]